# Inventio Fortunata
Inventio Fortunata (nota anche come Inventio Fortunate, Inventio Fortunat o Inventio Fortunatae), «Scoperta fortunata» o «che porta fortuna», è un'opera perduta, risalente probabilmente al XIV secolo, nella quale il polo nord viene descritto come un'isola magnetica (la Rupes Nigra) circondata da un gigantesco vortice e da quattro continenti. Anche se non sono mai stati scoperti frammenti diretti del documento, la sua influenza sulla percezione occidentale della geografia dell'Artico persistette per diversi secoli.

## La storia dell'Inventio
Secondo la tradizione il libro sarebbe stato un racconto di viaggi scritto da un frate francescano (minore) del XIV secolo originario di Oxford, che viaggiò nella regione dell'Atlantico settentrionale agli inizi degli anni '60 del XIV secolo, effettuando una mezza dozzina di viaggi per condurre affari o per conto del re d'Inghilterra (Edoardo III). Egli descrisse ciò che trovò sulle isole al di là dei 54 gradi nord, visitate nel corso del suo primo viaggio, in un libro, Inventio Fortunata, che presentò al re.
Sfortunatamente, quando negli anni '90 del XV secolo gli esploratori dell'Atlantico andavano in cerca di informazioni prima di compiere i loro viaggi, l'Inventio era già andata perduta, ed era nota solamente attraverso un riassunto presente in un altro testo, l'Itinerarium, scritto da un viaggiatore brabantino originario di 's-Hertogenbosch di nome Jacobus Cnoyen (noto anche come James Cnoyen o Jakob van Knoyen o Knox). Come verrà discusso in seguito, il riassunto di Cnoyen è stato la base per la raffigurazione della regione artica su molte mappe, di cui una delle prime fu il globo di Martin Behaim del 1492. A partire dalla fine del XVI secolo, perfino il testo di Cnoyen andò perduto, quindi la maggior parte di quel che sappiamo del contenuto dell'Inventio Fortunata, a parte il suo uso sulle mappe, si trova in una lettera inviata dal cartografo fiammingo Gerardo Mercatore all'astronomo inglese John Dee datata 20 aprile 1577, attualmente conservata al British Museum.
Cnoyen entrò in possesso di tali informazioni in maniera molto indiretta. Nel 1364, un prete proveniente da una delle isole dell'Atlantico fece ritorno in Norvegia, portando con sé un astrolabio che aveva ricevuto dal frate francescano in visita, in cambio di un libro religioso. Egli fece un rapporto dettagliato al re di Norvegia. Sono giunti fino a noi dei documenti riguardanti la descrizione socio-geografica della Groenlandia fatta da un funzionario della chiesa locale chiamato Ivar Bardarson, che compare nei registri norvegesi nel 1364, quindi questa parte del racconto di Cnoyen si adatta bene alla realtà (sebbene questo rapporto non contenga il tipo di informazioni riportate da Cnoyen). Cnoyen sembra aver ottenuto le sue informazioni da fonti norvegesi qualche tempo dopo: né lui né il prete hanno effettivamente visto l'Inventio.
Il racconto di Cnoyen (originariamente nella sua lingua natia; le traduzioni qui trascritte sono basate sulla versione di Eva Taylor) mescola probabili fatti con quelli che potrebbero essere stati i suoi tentativi di esaminare il contesto, sostenendo per esempio che la Groenlandia venne colonizzata per la prima volta per ordine di re Artù, il cui esercito avrebbe presumibilmente conquistato le isole dell'Atlantico settentrionale. Egli parla anche di «mari aspiranti», correnti che risucchiavano le navi verso nord, in modo che:
Del francescano giunto fin là, Cnoyen (o Mercatore) riassunse così la relazione fatta dal prete:
In realtà, il «libro» potrebbe essere stato un rapporto dettagliato, inteso principalmente a mettere in evidenza le possibilità commerciali offerte dall'Atlantico settentrionale in seguito al calo dell'interesse norvegese per le sue colonie.

## Paternità dell'opera
Un contemporaneo di Mercatore, lo storico inglese del XVI secolo Richard Hakluyt, identifica l'autore dell'Inventio in Nicola di Lynn. Apparentemente Hakluyt giunse a questa conclusione a causa di una citazione che Geoffrey Chaucer fece di Nicola nel suo Trattato sull'astrolabio. Hakluyt, naturalmente, non possedeva una copia dell'Inventio.
Nicholas era in vita al momento giusto (anche se solo approssimativamente - è probabile che nel 1360 fosse solo un bambino) e aveva le giuste conoscenze, ma era un frate carmelitano, non francescano, e nessun biografo precedente indica che trascorse molti anni a viaggiare avanti e indietro attraverso l'Atlantico per questioni governative. C'è un altro possibile candidato, ma di lui, sfortunatamente, non sappiamo quasi nulla. Secondo uno storico della letteratura degli inizi del XVI secolo, John Bale, un irlandese chiamato Hugh, che era un francescano, viaggiò molto nel XIV secolo, e scrisse di «un certo viaggio in un volume» - ma ancora una volta, indipendentemente dal fatto che si trattasse o meno dell'Inventio, nessuna copia di questo è nota

## Influenza sulle mappe
È evidente che l'autore dell'Inventio, anche se avesse effettivamente viaggiato nel lontano nord, non ha mai raggiunto il polo nord, che non assomiglia in alcun modo alla descrizione che si trova nel libro. Tuttavia, è probabile che l'autore cercasse solamente di dare una spiegazione alla fonte della potente forza magnetica che sta alla base del funzionamento della bussola.
Il concetto del polo come una montagna magnetica risale almeno ai tempi dei romani, ma l'autore dell'Inventio Fortunata aggiunse altri particolari, dando anche delle misure. Indipendentemente dal fatto che l'Inventio fosse la fonte del concetto medievale del polo nord come una montagna magnetica circondata da un continente circolare diviso da quattro possenti fiumi, alcune mappe, prima fra tutte il globo di Martin Behaim del 1492, raffigurano la regione in questo modo.
Nella Universalior cogniti orbis tabula di Johannes Ruysch, del 1508, è presente una nota a margine che cita l'Inventio Fortunata:

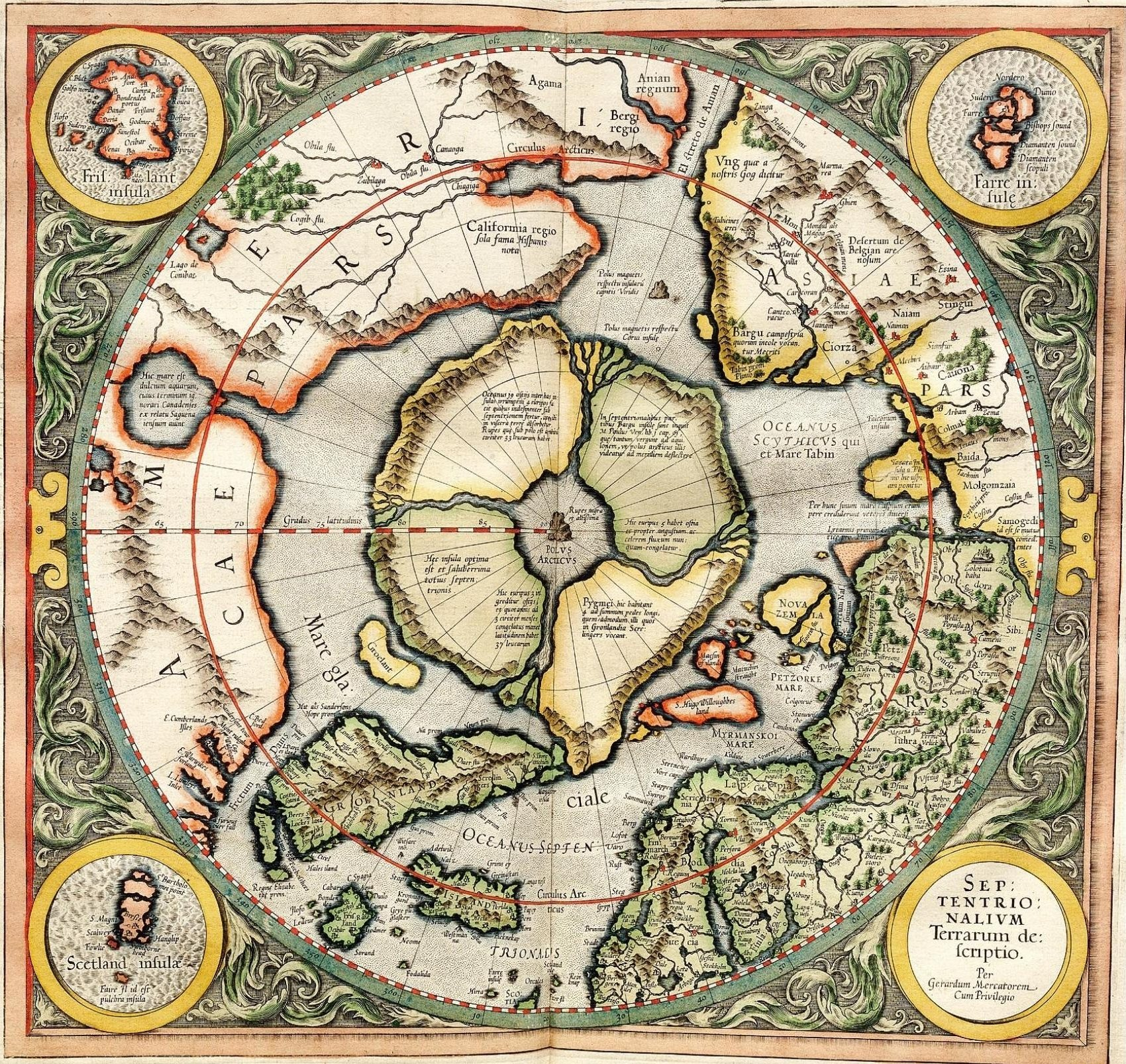
La mappa di Mercatore del 1595 raffigura il continente artico.

La mappa del mondo di Gerardo Mercatore del 1569 riflette la sua lettura dell'Itinerarium di Cnoyen. Anch'essa presenta una nota a margine che allude alla «scoperta» fatta dal francescano, ma non al libro stesso, che l'autore non aveva mai visto:
La mappa artica inserita nel planisfero di Mercatore del 1569 servì da prototipo per l'influente e ampiamente diffuso Septentrionalium Terrarum del 1595, pubblicato postumo dal figlio, e per le mappe di Ortelio inserite nel suo Theatrum Orbis Terrarum del 1570. Entrambi mostrano la stessa configurazione delle regioni artiche della mappa del 1569.
Nella sua lettera a Dee, Mercatore cita ulteriori descrizioni di Cnoyen delle regioni settentrionali:
La persistenza di questa idea della geografia dell'estremo nord persistette per tutto il XVI e XVII secolo, probabilmente a causa dell'influenza di Ruysch, Mercatore e Ortelio. Le mappe furono riviste solamente quando la regione venne effettivamente esplorata e i cartografi appresero la vera geografia dell'Artico.
Più interessanti per i ricercatori moderni sono le persone incontrate dal frate, dei «pigmei» che potrebbero essere identici agli Skraeling di cui parlano i vecchi testi norreni sulla Groenlandia, predecessori dei moderni Inuit.

## La lettera di John Day
Nel 1956, nell'Archivo General de Simancas (Spagna), fu rinvenuta una lettera che rimandava all'esistenza del libro, inviata dal mercante inglese John Day a «Il Signore Più Magnifico E Più Degno - Il Signore Grand'Ammiraglio» (presumibilmente Cristoforo Colombo).
Nella lettera, scritta nel dicembre 1497 o nel gennaio 1498, John Day dice 